# 潘滋榎
潘滋榎，山东夏津人，清朝政治人物。
同治六年（1867年）至光绪二年（1876年），擔任利川知县。